# Вейгл, Петр
Петр Вейгл (чеш. Petr Weigl; 16 марта 1939 —  14 июля 2018) — чешский режиссёр театра и кино, сценарист.

## Биография
В 1961 году окончил Пражскую школу кино и телевидения Академии исполнительских искусств. Работал в кино, на телевидении (1961—1976), в Национальном театре (Narodni divadlo, 1976—1991). Создал целый ряд короткометражных и художественных фильмов для чехословацкого и словацкого телевидения, а также и для немецких государственных каналов ARD и ZDF, британских каналов Би-Би-Си и Channel 4.
Дважды был номинирован на премию «Эмми». Работал в театрах Парижа и Мюнхена. Крупным успехом стала постановка оперы Рихарда Штрауса «Саломея» в Deutsche Oper в Берлине.
На счету режиссёра более 40 фильмов и телепроектов, а также оперные и балетные постановки.